# TwentyFourSeven
TwentyFourSeven é o décimo sétimo álbum de estúdio da banda UB40, lançado a 9 de junho de 2008.

## Faixas
1. "End of War" - 4:41
2. "Lost and Found" - 4:37
3. "Dance Until the Morning Light" - 3:18
4. "This Is How It Is" - 3:57
5. "Rainbow Nation" - 6:11
6. "Here We Go Again" - 3:34
7. "I Shot the Sheriff" - 4:06
8. "Oh America!" - 6:16
9. "Once Around" - 4:37
10. "Slow Down" - 4:06
11. "I'll Be Back" - 4:02
12. "Instant Radical Change of Perception" - 3:44
13. "It's All in the Game" - 3:25
14. "I'll Be There" - 3:59
15. "Middle of the Night" - 3:36
16. "Securing the Peace" - 3:36
17. "The Road" - 4:28